# Aníbal Carreño
Aníbal Raúl Carreño fue un pintor argentino nacido en 1930 y fallecido en 1997. Participó en el Grupo del Sur, formado en 1959 junto con Leo Vinci, Carlos Cañás, Ezequiel Linares, Reneé Morón y Mario Loza. Esta agrupación tuvo relevante actuación en Argentina y el extranjero, bautizada por el crítico de arte argentino Rafael Squirru y celebrada por André Malraux y Lionello Venturi hacia 1960. 
Carreño participó en varias oportunidades del premio de pintura del Instituto Di Tella. Aunque escasamente reconocido por las autoridades culturales de su país, dejó un legado de amor por el arte y el conocimiento y de honestidad artística que perdura en los innumerables alumnos a quienes impartió su saber. La pintura de sus años de juventud estuvo muy cerca de las vanguardias y las tendencias artísticas internacionales, dominadas en ese entonces por la abstracción. Las imágenes de su pintura más madura son un insoslayable testimonio de la sociedad argentina del siglo XX, llegando a abarcar los años oscuros de la dictadura militar y el secuestro y asesinato de personas por el gobierno de facto. Retrató a importantes figuras de la vida argentina del siglo pasado, como Hipólito Yrigoyen, Carlos Monzón, José Hernández y Arturo Jauretche, entre otros.
- Datos: Q5487532